# Scott Machado
Michael Scott Machado (Nova Iorque, 8 de junho de 1990) é um basquetebolista estadunidense e brasileiro com grandes atuações na NCAA e que atualmente defende como armador a equipe do Clube de Regatas do Flamengo do Brasil.
Ele se formou na universidade de IONA, da NCAA. Em sua última temporada no basquete universitário, Scott Machado foi o líder da temporada na média de assistências por jogo e ganhou inúmeros prêmios individuais.
No dia 26 de abril de 2012, Scott Machado, que é filho de pais brasileiros apesar de ter nascido nos Estados Unidos, foi convocado para a seleção brasileira de basquete para disputar o Campeonato Sul-Americano de 2012. Todavia, por estar se preparando para o Draft da NBA, o armador pediu dispensa, através de uma carta em que se disse honrado pela convocação.
Scott Machado defendeu as cores verde e amarela em 2011, na disputa da Universíade, disputada em Shenzhen, na China.
Mesmo não aproveitado no Draft, Scott recebeu diversos convites para defender equipes durante as Summer League (Ligas de Verão onde as equipes da NBA buscam escolher eventuais talentos não selecionados no Draft). Terminada a Summer League Scott encerou sua participação com médias de 8 pontos, 5,6 assistências e 2,2 roubos, sendo então contratado por 3 anos pela equipe de Houston, consagrando-se como o 6º brasileiro na NBA para a temporada 2013/2014 (os outros são: Fab Melo (Boston Celtics), Anderson Varejão (Cleveland Cavaliers), Tiago Splitter (San Antonio Spurs), Leandro Barbosa (Boston Celtics ) e Nenê Hilário (Washington Wizards)).

## Lakers
No dia 21 de março de 2019, assinou um contrato de dez dias com o Los Angeles Lakers, após ser considerado o melhor jogador da NBA G League atuando pelo South Bay Lakers.  Seis dias depois,  27 de Março, fez sua primeira cesta pela NBA contra o Washington Wizards.